# Ernst Hermann von Kölichen
Ernst Hermann von Kölichen (* 12. Januar 1739 in Lerchenborn; † 7. August 1805 in Comprachtschütz (Landkreis Oppeln)) war ein preußischer Generalmajor, Chef des Leibkürassierregiments sowie Erbherr auf Kupferberg, Rosenau und Comprachschütz.

## Leben

### Herkunft
Seine Eltern waren Ernst Hermann von Kölichen (* 20. Juni 1688; † 7. Juni 1772), Herr auf Siegendorf, Schmarbach und Lerchenborn, und dessen Ehefrau Johanna Charlotte, geborene von Kottulinsky (* 24. Juni 1688; † 13. Mai 1758).

### Militärlaufbahn
Kölichen kam im Jahr 1752 als Gefreitenkorporal in das Dragonerregiment Nr. 2. Damit nahm er am Siebenjährigen Krieg teil. Er kämpfte in den Schlachten von Prag, Kolin, Breslau, Hochkirch. Zudem wurde er bei Leuthen und Kunersdorf verwundet. Während des Krieges wurde am 12. Januar 1757 zum Fähnrich, am 24. Dezember 1758 zum Sekondeleutnant und am 14. April 1762 zum Premierleutnant befördert.
Nach dem Krieg wurde er am 20. September 1769 Stabshauptmann im Regiment. Als solcher nahm er auch 1778/79 am Bayerischen Erbfolgekrieg teil, wo er sich im Gefecht bei Trautenau auszeichnen konnte. Aber es dauerte bis zum 3. September 1789, bis er zum Major befördert wurde, und am 11. September 1789 wurde Kölichen Eskadronchef. Am 9. Oktober 1790 wurde er dann Oberstleutnant. Während des Ersten Koalitionskrieges nahm er an der Kanonade von Valmy teil. In der Schlacht bei Kaiserslautern nahm er 600 Gefangene und erbeutete eine Fahne, ferner kämpfte Kölichen in den Gefechten bei Bingen, Guntersblum, Limbach, Eschweiler, Zweibrücken, Wachenheim und Hochheim. Am 7. Januar 1793 erhielt er den Orden Pour le Mérite für Hochheim. Kurz danach am 27. Januar 1793 wurde er zum Oberst befördert und am 9. Februar 1793 zum Kommandeur des Dragonerregiments Nr. 2 ernannt. Nach dem Krieg dauerte es bis zum 24. März 1801, als er zum Chef des Leibkürassierregiments ernannt wurde, dazu erhielt er am 20. Mai 1801 die Ernennung zum Generalmajor mit Patent vom 25. Mai 1801. Er starb am 7. August 1805 in Comprachschütz (Kreis Oppeln).

### Familie
Kölichen heiratete am 18. Oktober 1764 Luise Sophie Johanna von Prittwitz (* 9. November 1750; † 14. März 1789) aus dem Haus Dammer. Das Paar hatte mehrere Kinder, darunter:
- Ernst Hermann von Kölichen (* 29. August 1765)
- Johanna Luisa Renate Auguste von Kölichen (* 29. August 1765)
- Ernst Albrecht von Kölichen (* 23. November 1766; † 6. Mai 1840), Major a. D., (als Prem.-Lieutnant)[2] Ritter[3] des Ordens Pour le Mérite, Landrat des Kreises Bunzlau, Besitzer der Herrschaft Kitlitztreben[4] ⚭ Charlotte von Unruh-Lehsewitz (* 9. September 1778; † 2. April 1839)
- Sophie Agnes Friederike Karoline von Kölichen (* 26. Februar 1768)
- Ernst Friedrich von Kölichen (* 6. Januar 1770; † 21. September 1840) ⚭ Antoinette Elisabeth von Radecke († 1860)[5]
- Antoniette Henriette Luise von Kölichen (* 24. September 1776) ⚭ 8. Juni 1796 Freiherr Karl Georg Heinrich von Hohberg[6][7]
- Clementine Johanna Ernestine von Kölichen (* 12. Juli 1780)
- Ernst Heinrich (* 1. Februar 1783; † 12. Januar 1851), Oberst a. D. ⚭ Henriette Albertine Charlotte von Auer (* 20. Dezember 1791; † 5. Juli 1858)[8][9]
- Gottliebe Pauline von Kölichen (* 10. Juni 1787; † 20. Januar 1808)

Nach ihrem Tod heiratete er am 5. Oktober 1795 in Gräditz Luise Juliane Sigismunde von Gersdorff (* 12. September 1755; † 2. März 1805). Der Abgeordnete Friedrich von Kölichen war der Urenkel des Ernst Hermann von Kölichen.